# Atentado de Mogadiscio de junio de 2017
El atentado de Mogadiscio de junio de 2017 se refiere a un atentado ocurrido el 15 de junio de 2017 en la capital somalí de Mogadiscio; el primer ataque lo realizó un hombre alrededor de las 7:00 p. m. al estrellar su vehículo y posteriormente hacerlo explosionar en el hotel Posh al sur de la ciudad y unas horas después, un grupo de encapuchados tomaron el control de la pizzería House, en ambos ataques los atacantes tomaron prisioneros, desatándose un combate entre los atacantes y la policía somalí, esta última recién logró tomar el control de ambos locales la madrugada del día siguiente al matar en total a cinco atacantes, los atentados dejaron en total hasta ahora 43 víctimas civiles. El grupo yihadista Al-Shabbaab se adjudicó el ataque, todo ocurrió durante el inicio del Ramadán (mes sagrado del calendario musulmán).